# Piranský záliv

Předmět mezinárodního sporu

Piranský záliv (slovinsky Piranski zaliv, chorvatsky Piranski zaljev nebo Savudrijska vala, italsky Baia di Pirano) je záliv na severu Jaderského moře. Je součástí Terstského zálivu. Vymezují jej linie od Savudrijského mysu a Madonského mysu. Jeho plocha je cca 19 km².
Nese název podle přístavního města Piran na slovinském území. Kromě něj se v zálivu nacházejí ještě města Portorož a Lucija. Do Piranského zálivu ústí jediná řeka (Dragonja) a jejím ústím prochází chorvatsko-slovinská hranice. V ústí řeky se také nacházejí Sečoveljské soliny. Sůl se těží v této oblasti již po dvanáct století. Ekonomický význam kromě těžby soli má v zálivu také rybářství a turistika.
Záliv vznikl během poslední doby ledové, kdy bylo mělké údolí řeky zaplaveno stoupající hladinou Jaderského moře.

## Územní spor
Záliv je od roku 1991 předmětem mezinárodního sporu mezi Slovinskem a Chorvatskem o zajištění přístupu ze slovinských pobřežních vod do mezinárodních vod. Spor vznikl poté, co musely být stanoveny hranice mezi jednotlivými bývalými republikami socialistické Jugoslávie na moři. Chorvatská strana navrhovala, aby tato hranice procházela v ose ústí řeky Dragonje směrem na severozápad, což by Slovinsko zbavilo přístupu k mezinárodním vodám. Slovinská strana sporu apelovala na dodržování Úmluvy OSN o mořském právu. V roce 2001 obě strany dosáhly kompromisu, nicméně chorvatský parlament návrh odmítl.
V roce 2008 byl tento spor důvodem pro dočasné zastavení přístupových rozhovorů Chorvatska při vstupu do Evropské unie. V roce 2017 arbitrážní soud v Haagu rozhodl, že Slovinsko má právo na přístup do mezinárodních vod přes chorvatské teritoriální vody.